# Sterictiphora hannemanni
Sterictiphora hannemanni is een vliesvleugelig insect uit de familie van de Argidae. De wetenschappelijke naam van de soort is voor het eerst geldig gepubliceerd in 1988 door Koch.